# Quellenpark Kronthal

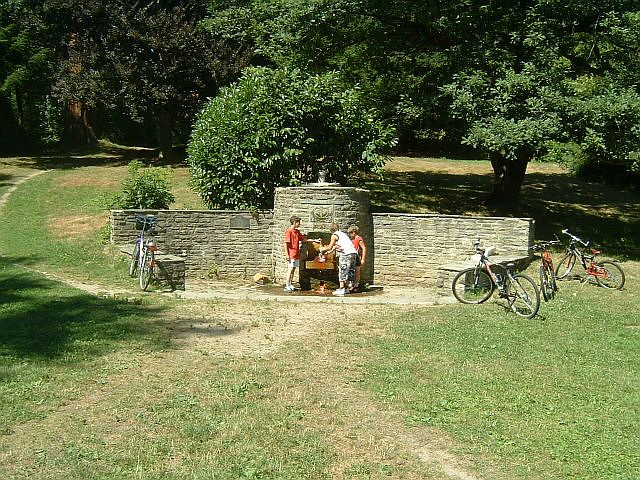
Theodorusquelle

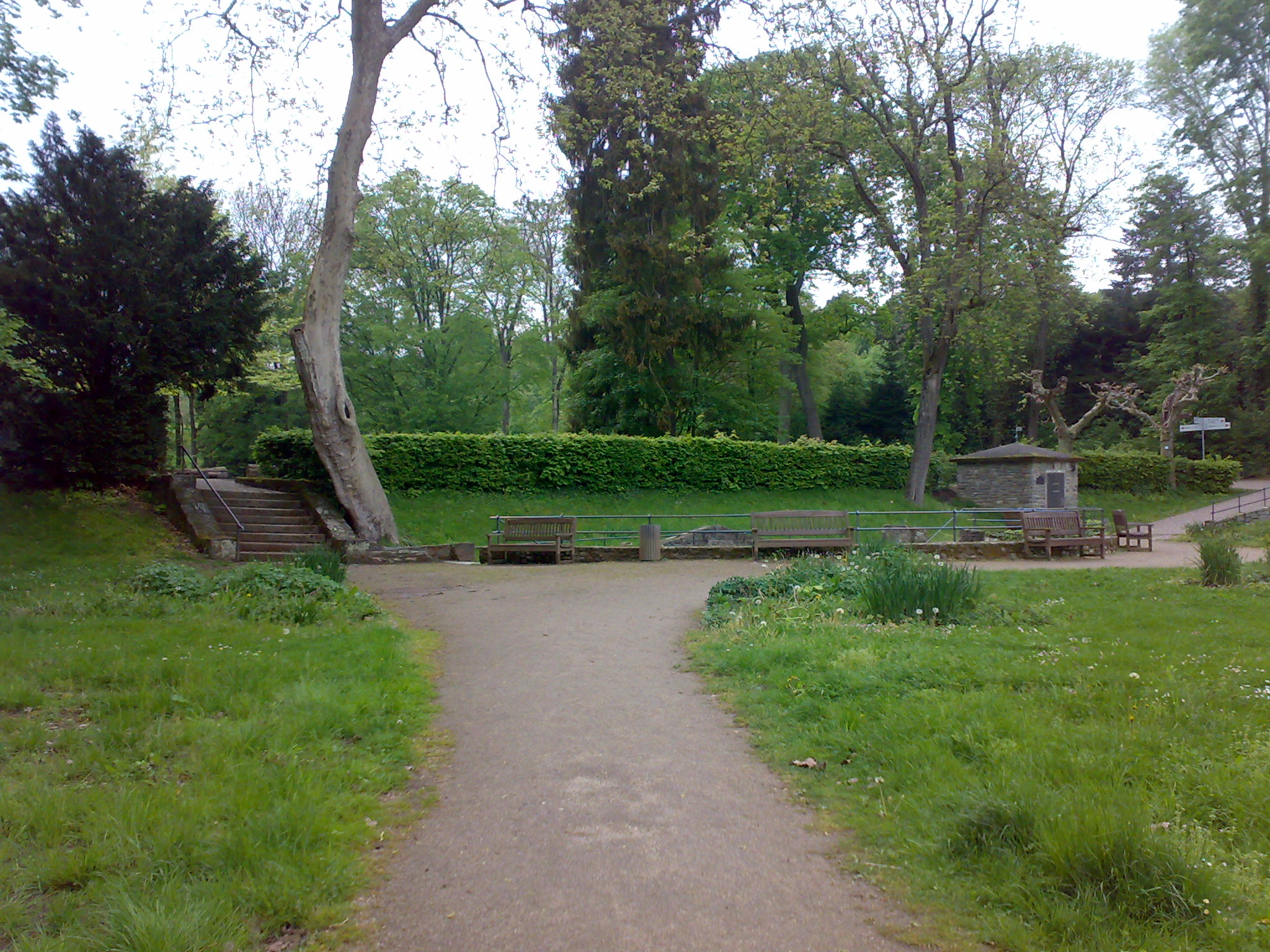
Blick auf die Quellen

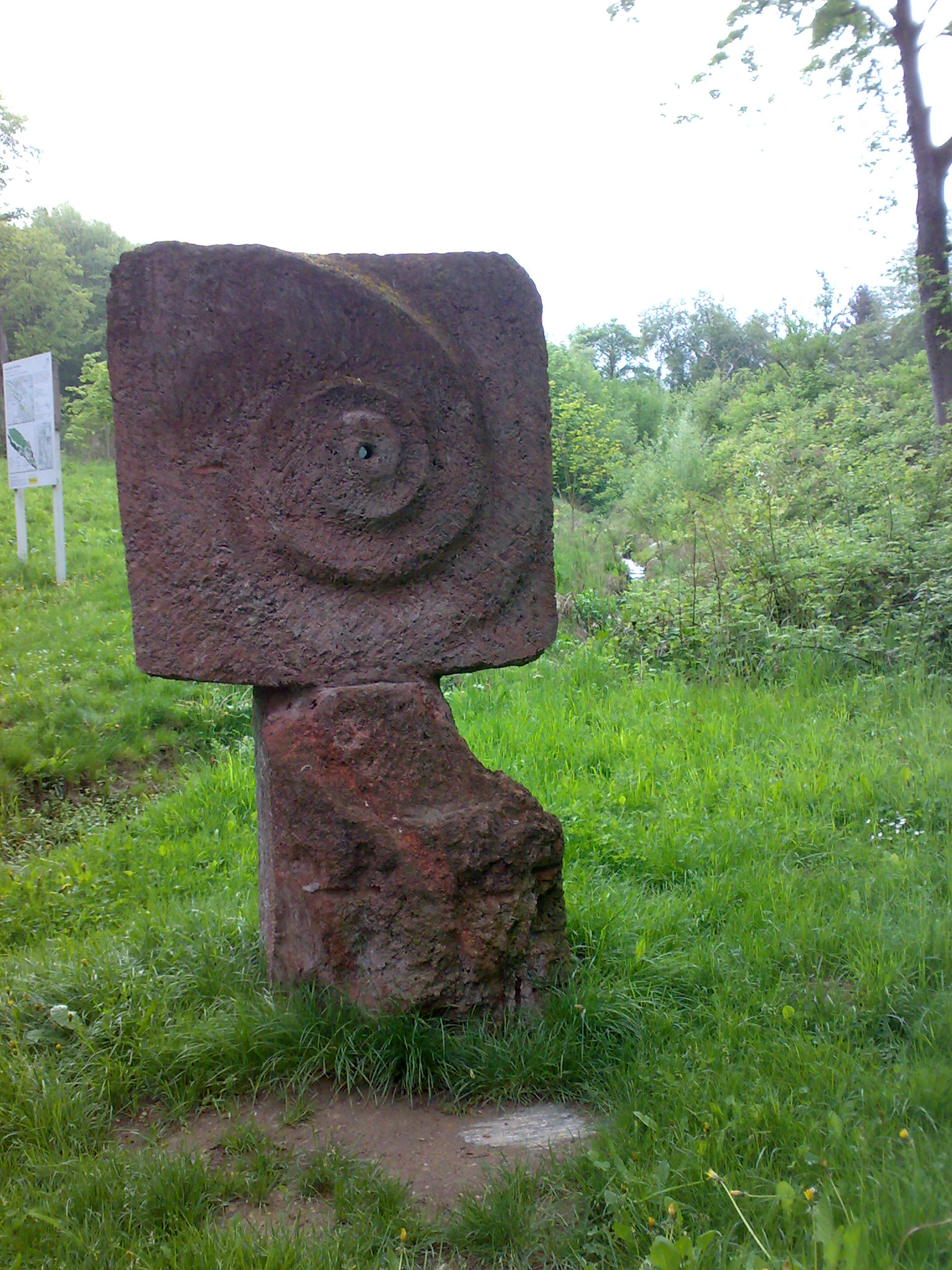
Quellenpark Kronthal, Kunstwerk

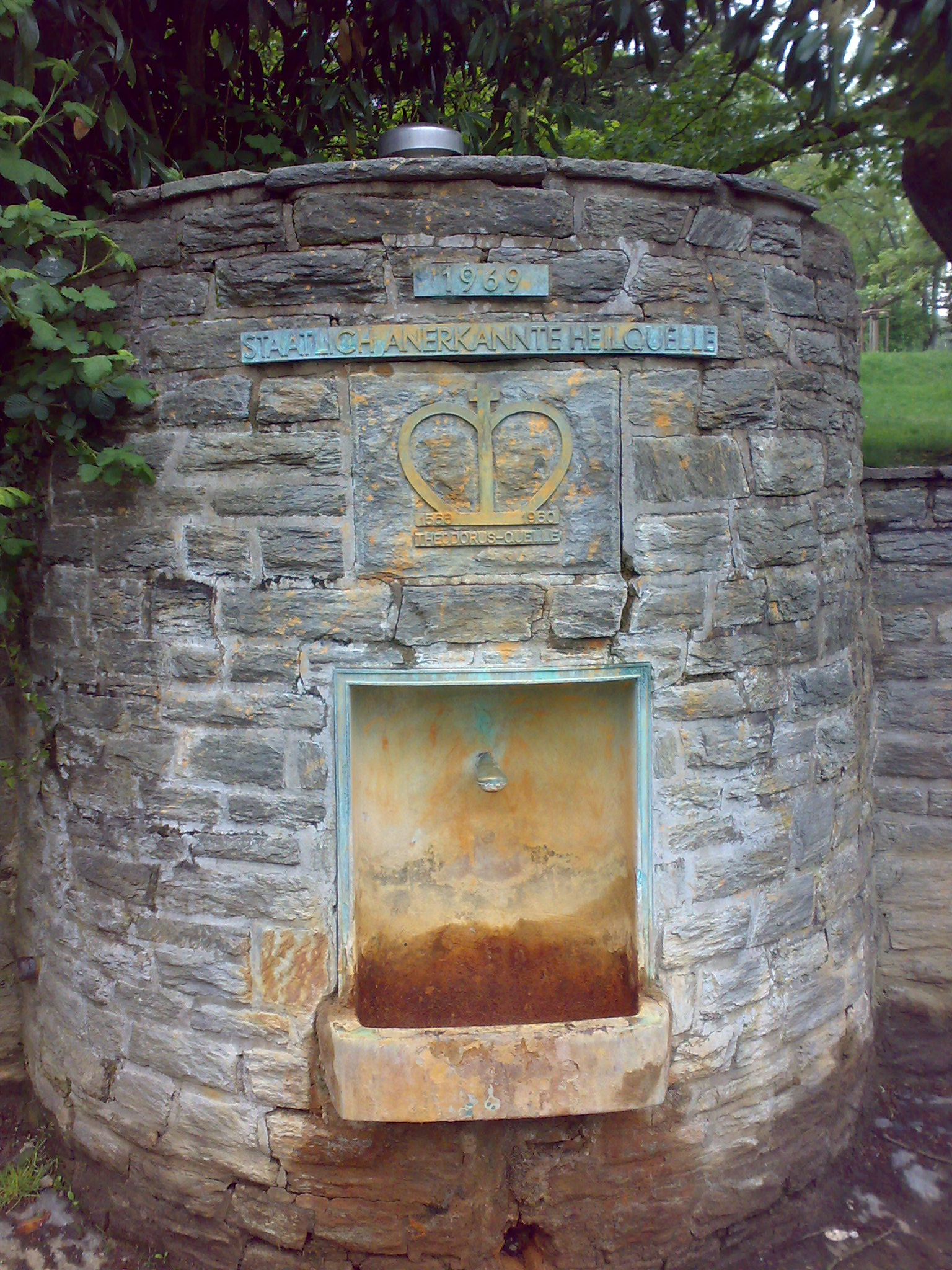
Theodorusquelle

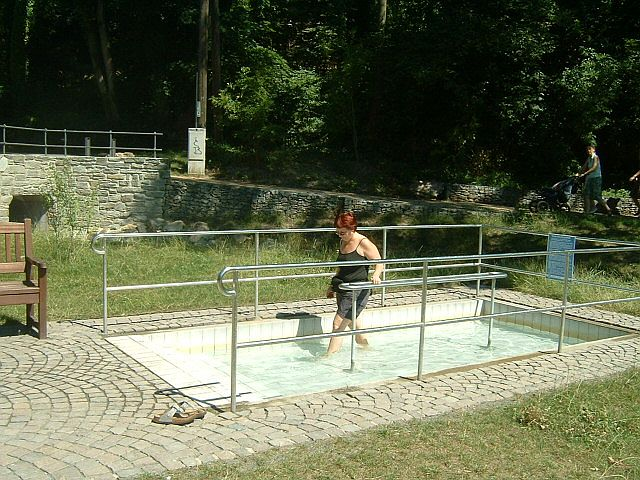
Wassertretanlage

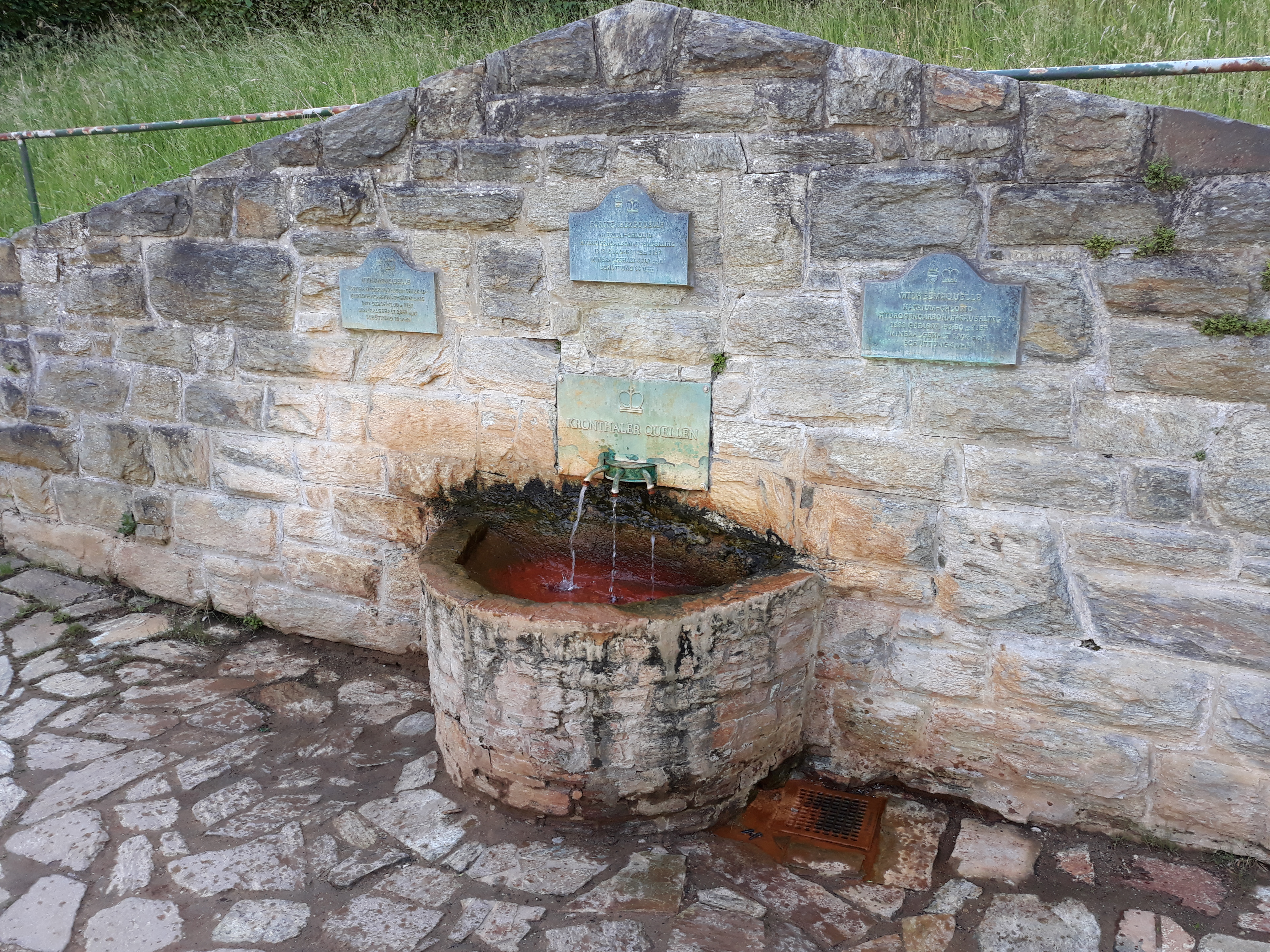
Kronberg Quellen Kronthal 2022

Der Quellenpark Kronthal ist ein Landschaftspark mit öffentlich zugängigen Mineralquellen in Kronberg im Taunus.

## Quellenpark Kronthal
Der Quellenpark Kronthal befindet sich in einem Tal zwischen Kronberg und Mammolshain oberhalb des Schafhofes. Das Tal wird vom Badbach und vom Hollerbornbach durchflossen, die sich zum Sauerbornbach vereinigen. Es weist eine Reihe von Mineralquellen auf, denen Heilkraft zugeschrieben wird. Die älteste Quelle ist die heutige Theodorusquelle, die vor 1568 bereits geschürft wurde und 1960 nach dem Wormser Arzt Theodorus Tabernaemontanus benannt wurde, der sie 1571 erstmals beschrieb.

### Die heutigen Quellen
| Quelle            | Jahr | Tiefe | Inhalt                                                                      | Bild |
| ----------------- | ---- | ----- | --------------------------------------------------------------------------- | ---- |
| Fürstenbergquelle | 1978 | 42    | Natrium-Chlorid-Hydrogencarbonat-Säuerling                                  |      |
| Nymphenquelle     | 1977 | 30    | Eisenhaltiger Natrium-Chlorid-Hydrogencarbonat-Säuerling                    |      |
| Wilhelmsquelle    | 1833 | 23,60 | Natrium-Chlorid-Hydrogencarbonat-Säuerling                                  |      |
| Theodorusquelle   | 1568 |       | Natrium-Chlorid-Hydrogencarbonat-Säuerling, Staatlich anerkannte Heilquelle |      |

Der Park bietet neben den Quellen noch eine Wassertretanlage, einen Spielplatz und einen Grillplatz.

## Geschichte

### Vor 1818
Das Kronthal wurde bereits in vorgeschichtlicher Zeit besiedelt. 2004 wurden im Rahmen der Sanierung der Anlage das Kurrondel auf eine Tiefe von 6,50 Meter ausgehoben und der Erdaushub durch Fritz Schummer untersucht. Es fanden sich jungsteinzeitliche Steinklingen, ein keltisches Tüllenbeil und Scherben römischer Amphoren und römische Münzen, außerdem Fragmente von Trinkbechern aus dem 13. bis 16. Jh. Die Funde sind heute im Museum Stadtgeschichte Kronberg an der Burg Kronberg ausgestellt.
Am 28. Juni 1439 wurde die Quelle erstmals erwähnt. Der 27. Mai 1568 wird allerdings allgemein als Ersterwähnung geführt. 1571 beschrieb der Artzney Doctor zu Straßburg Gallus Etschenreutter den Kronenburger Sauerbrunn als ein Brunnen, der macht lust zu essen, vertreibt den stein der blasen und lenden weh. Im bad aber heilt er eusserliche gebrechen der haut. 1618 wurde der Sauerborn auf Veranlassung des Königsteiner Oberamtmannes Friedrich Fürstenberg gefasst.
Aufgrund des Tonvorkommens im Sauerborntal errichteten im 17. Jh. Mitglieder der bekannten Ziegler-Familie Sachs aus Oberhöchstadt eine (Dach-)Ziegelhütte (auf Mammolshainer Gelände), die wohl bis ins frühe 19. Jh. betrieben wurde und als Sächsische Ziegelhütte bekannt war, sowie einen Kalkofen. Zu Küsters Zeiten (siehe unten) vermietete man dort einige einfache Zimmer zu Wohnungen. Von der Ziegelhütte sind zwei Fachwerkbauten aus dem 18. Jh. sowie ein kleiner Schuppen erhalten.

### 1818–1988
1818 wurde der Sauerbrunnen vom nassauischen Amtsarzt und Medizinalrat Ferdinand Küster (1791–1854), der im selben Jahr als Physicus nach Cronberg versetzt wurde, „entdeckt“. Er erkannte die Heilwirkung der Quellen und organisierte 1821 erste Formen eines Bade- und Kurbetriebs. Küster baute ab 1822 ein Kurhaus, das 1835 durch einen Neubau ersetzt wurde (auf dem Gelände des heutigen Seniorenstifts Kronthal). Die Konzession für den Kurbetrieb erhielt er 1826. Nach seinem Tod übernahm sein Sohn Rudolph Küster (* 1816) den Geschäftsbetrieb.
Bis 1833 nannte man das Gebiet um die Quellen Sauergrund, Sauerborn, Sauerthal, Sawerborn, Sawerbrunnen, Sauerborntal; das Gebiet umfasste die Quellen, den Schafhof, die Ziegelhütte und eine Anfang des 19. Jahrhunderts errichtete Bürstenfabrik.  Erst am 21. Juli 1833 war in der Bäderchronik der Didaskalia (S. 204) von einem bereits vorm Jahr erbauten Kronthaler Hof, am vorderen Ecke des romantischen Bergthälchens von Mamolshain die Rede (wahrscheinlich das auf Mammolshainer Grund gelegene „Steinerne Haus“).
In dieser Zeit wurde das Kronthal zum regionalen Ausflugsziel, nachdem die „Frankfurter Aktiengesellschaft zur Gründung einer Kuranstalt“ einen zweiten Brunnen erschlossen hatte und ein Kurhaus erbauen ließ. Der Kaufmann G. Zimmermann übernahm das Gesellschaftshaus 1859 für 28.000 Gulden und erweiterte es zu einem eleganten und modernen Haus.
Der Kaufmann Johann Adam „Hermann“ Osterrieth und seine Schwester Maria Elisabeth veranlassten die Umgestaltung des Kronthals zu einem Kurpark im Stil englischer Landschaftsgärten. Die Erbin Anna Maria Küster (1818–1893) verkaufte 1872 das Anwesen an Ludwig Köpp, der über den beiden Quellen eine Brunnenhalle errichtete, die bis 1922 stand. Köpp geriet 1874 in Konkurs und Kronthal wurde zwangsversteigert. Den Zuschlag erhielt Ernst von Eckardstein-Prötzel (vermutlich ein Gläubiger Köpps), der 1875 August Thiemann als Direktor der Kronthaler Mineral-Quellen einsetzte. Unter Thiemann begann die kommerzielle Nutzung der Quellen, die von späteren Besitzern und Pächtern – darunter The Wilhelm's Quelle Comp. Limited, eine Aktiengesellschaft mit Sitz in London – ausgeweitet wurde.
1880 wurden 1,5 Millionen Tonkrüge abgefüllt, 1888 bereits 4 Millionen. Exportiert wurde unter dem Namen „Apollinis Brunnen, Bad Kronthal, Nassau“ in die USA, nach Südamerika und Indien.
Das Kronthaler Mineralwasser erhielt um 1880 mehrere internationale Preise und Auszeichnungen.
Am 18. Januar 1892 wurde im Kronthal eine fahrbare Dampflokomobile von Siemens & Halske mit angeschlossenem Generator zur Versorgung der Stadt Kronberg mit Elektrizität aufgestellt. Nach einigen Jahren wurde das Gespann nach Bad Soden (auf das Gelände der heutigen Süwag) verlegt und diente dort als Reserve.
1898 verkauften die Erben Eckardsteins das gesamte Kronthal ohne die in städtischem Besitz verbleibende Wilhelmsquelle an die „Cronthal Company Limited, London“. Diese Gesellschaft bestand jedoch nicht sehr lange. Kronthal gelangte wieder in den Besitz der Erben von Eckardsteins, die den Brunnenbetrieb unter dem Namen „Kronthaler Mineralquellen Betriebsgesellschaft m.b.H.“ fortführen ließen. Bis zum Ersten Weltkrieg konnten jährlich bis zu 2,7 Millionen Flaschen abgefüllt werden, man exportierte weiterhin in die USA, nach England, Ägypten, Indien, während das Kurhaus 1915 zum Lazarett wurde.
Mit dem Ende des Ersten Weltkrieges, 1918, verlor das Kronthaler Wasser seine Märkte. Die französische Besatzungsmacht (Kronberg gehörte zum Mainzer Brückenkopf) beschlagnahmte Wohn- und Betriebsgebäude und quartierte im ehemaligen Kurhaus etwa 200 Marokkaner ein. 1920 erwog die Gemeinde Mammolshain, das durch die Einquartierung der französischen Hilfstruppen heruntergekommene Kurhaus zu kaufen, um dort mehrere 2-Zimmer-Wohnungen einzurichten. Der Kauf scheiterte jedoch am für die Gemeindekasse zu hohen Preis. Der Abfüllbetrieb lief jedoch weiter; 1921 wurde die Abfüllanlage aufgrund des langen und heißen Sommers wieder auf 40.000 Flaschen pro Tag erweitert.
1922 verkaufte die von Eckardstein'sche Erbengemeinschaft das Kurhaus sowie alle Nebengebäude und Anlagen für den geringen Kaufpreis von 21 Millionen Mark an zwei Oberurseler Fabrikanten (wohl Gläubiger der Freiherren von Eckardstein), die sämtliche Einrichtungen, Maschinen, Rohrleitungen als Schrott verkauften. Der Flaschenbestand ging an eine Offenbacher Brunnenfirma.
1924 erwarb die Stadt Frankfurt am Main das völlig heruntergekommene Kronthal und errichtete 1925 das jetzige Betriebsgebäude. Das Kurhaus wurde 1925 abgerissen, da sich eine Sanierung wohl nicht mehr lohnte. Seit Juni 1926 vertrieb das hierzu am 25. Juli 1925 mit einem Stammkapital von 450.000 RM neu gegründete Unternehmen „Kronthaler Brunnen Gesellschaft m.b.H.“ das Wasser, der die Stadt Kronberg im November desselben Jahres mit einem Anteil von 25.000 RM beitrat. Im ersten Geschäftsjahr (Juni–Dezember 1926) wurden bereits 653.282 Flaschen verkauft. Neben den drei bestehenden Brunnen wurden drei neue gebohrt.
Ab August 1930 wurden neben Mineralwasser auch Limonaden („Kronthal Gold“, „Kronthal Silber“) und seit 1937 auch Cola unter der Marke Kolanade vertrieben. Nachdem Zuckermangel die Produktion 1941 verhinderte, wurde zunächst noch eine „Brause mit Cola-Geschmack“ mit Süßstoff hergestellt, bevor die Produktion von Kolanda kriegsbedingt und aus Kostengründen endgültig eingestellt wurde. Das Mineralwasser blieb 1942 mit 2,5 Millionen Flaschen jedoch weiterhin erfolgreich; im Nachkriegsjahr 1946 wurden wieder 2,6 Millionen Flaschen verkauft.
1935 entstand die Idee, aus der zuvor von der Stadt gekauften „Villa Winter“ ein Kurhaus zu machen und das Kronthaler Mineralwasser dorthin zu pumpen, um den Kurgästen den Weg ins Tal zu ersparen. Die Idee konnte nicht realisiert werden, wurde aber – was das Pumpwerk angeht – nicht fallengelassen. Seit 1996 bzw. 2009 sprudelt durch das Engagement des Kronberger Altstadtkreises und des „Wassermeisters“ Bernd Kapp Mineralwasser der Fürstenbergquelle aus zwei kleinen Brunnen in der Stadtmitte (Schulgarten und Tanzhausstraße).
1958 reduzierte die Stadt Frankfurt ihre Geschäftsanteile auf 3 % und veräußerte 95 % an die „Westgetränke GmbH“, Tochtergesellschaft der Frankfurter „Henninger-Bräu“. Die Stadt Kronberg behielt nach wie vor ihren Anteil von 2 % sowie die Marken- und Namensrechte. 1960 kam die „Theodorusquelle“ hinzu, die als einzige Kronthaler Quelle als Heilquelle vom Regierungspräsidium in Darmstadt staatlich anerkannt wurde. Der Abfüllbetrieb firmierte als „Kronthal Mineral- und Heilquellen GmbH“, 1975 wurden etwa 23 Millionen Flaschen abgefüllt. Mit der „Verordnung zum Schutz der staatlich anerkannten Heilquelle “Theodorus-Quelle” der Firma Kronthal, Mineralwasser- und Heilquellen GmbH vom 30. Oktober 1985“ wurde ein Heilquellenschutzgebiet festgelegt.

### 1988–heute
1988 kauften die Städte Königstein und Kronberg das Kronthal (ohne den Schafhof) und teilten es unter sich auf. Damit fand der 1568 durch einen Vergleich beigelegte Grenz- und Nutzrechtestreit nach 420 Jahren seinen wohl endgültigen Abschluss. Zu diesem Zeitpunkt war die Abfüllung des Wassers bereits stillgelegt (1986); sie wurde erst 1993 durch die „Kelterei Herberth“ aus Niederhöchstadt wieder aufgenommen, die im Kronthal auf dem Gelände der Abfüllanlagen seit 1989 einen Apfelweingarten bzw. einen Getränkevertrieb betreibt. Das Kronthaler Mineralwasser konnte an die früheren Erfolge nicht anschließen und erreichte nur lokale Bedeutung, so dass man 2003 die Abfüllung wieder einstellte, da eine Umstellung der Anlage von Glas- auf die moderneren PET-Flaschen sowie die notwendige Sanierung der kompletten Rohrleitungen und Fassungen (deren Abdichtungen im Laufe der Jahre durch die Kohlensäure zersetzt wurden und das Wasser mit Teer kontaminierten) bei den doch eher geringen Abfüllmengen unrentabel wurde.
2003 beauftragte die Stadt Kronberg ein Oberurseler Ingenieurbüro mit der Sanierungsplanung und Bauüberwachung der Quellen und Quellfassungen, die 2007 beendet wurden. Nach Abschluss des wasserrechtlichen Genehmigungsverfahrens können heute wieder 55.000 m³ Mineralwasser pro Jahr (auch zur Abfüllung) gefördert werden. Die Parklandschaft wurde vom Regionalpark Rhein-Main nach historischen Vorlagen weitgehend wiederhergestellt, Kneippbecken und Wege angelegt, Parkplätze und Grillplätze geschaffen. Eine Neuanlage des Teiches vor dem ehemaligen Kurhaus ist noch in Planung. Wesentlicher Bestandteil der Sanierung war die Renaturierung der Bäche und die Ersatzpflanzung wichtiger Parkbaumarten.

### Direktoren und Geschäftsführer 1875–1975
- August Thiemann ab 1875
- Bernhard Martin ab 1890
- Ernst Offenbach bis 1908
- Max Plüddemann 1909–1922
- Paul Lucas Jaeger 1926–1937
- Paul Karl Wenzel 1937–1945
- Adolf Heckenmüller 1946–1951
- Dr. Fritz Martin 1951–1953
- Nikolaus Steier ab 1954

nach: Wilhelm Jung: „Alles über Kronthal“

## Sonstiges
Zu allen Zeiten seit der Schlichtung 1586 und in allen Kauf- und Pachtverträgen musste den Einwohnern von Kronberg und Königstein das ungehinderte Haustrunkrecht eingeräumt werden, wovon insbesondere nach den Quellfassungen durch Küster reger Gebrauch gemacht wurde.
In Kronberg ging seitdem der Spruch umher: „Wer einmal Kronthaler Wasser an der Quelle getrunken hat, verlässt die Stadt nie mehr“. Viele junge Paare trafen sich im Kronthal, um sich so aneinander zu „binden“. Vielleicht lag es daran, dass man sich in den parkähnlichen Anlagen und in den Streuobstwiesen auf dem Weg dorthin relativ „ungestört“ verabreden konnte, um den Haustrunk (früher in Tonflaschen) zu holen.

## Quellen- und Literaturverzeichnis
Monografien
- Gallus Etschenreutter: „Aller heilsamen Bäder und Brunnen Natur, kraft, tugendt und würckung, so in Teutschlanden bekannt und erfahren“, Straßburg 1571 (mehrere Auflagen)
- Theodorus Tabernaemontanus: „Von dem Kronenburger Sawerbrunnen/ und von seiner krafft und wirckung“ Capitel LXVIII, S. 423–425 in: „New Wasserschatz: das ist Aller heylsaman Metallischen Minerischen Bäder und Wasser […]“, Frankfurt am Main 1581 (online)
- Ferdinand Küster: „Über die Wasserheilkunde: mit besonderer Berücksichtigung der Wasserheilanstalt zu Cronthal“, Frankfurt am Main 1841  online
- Ferdinand Küster: „Cronthal“ in: „Die Nassauischen Heilquellen Soden, Cronthal, Weilbach, Wiesbaden, Schlangenbad, Schwalbach und Ems beschrieben durch einen Verein von Ärzten“, Wiesbaden 1851 (online)
- Karl Otto Jakob Ewich: „Praktisches Handbuch über die vorzüglichsten Heilquellen und Curorte: für Aerzte und Badereisende“, Berlin 1862, Seite 330–332, (online)

- Wilhelm Jung: „Alles über Kronthal, die gesamte Entwicklungsgeschichte vom Sauerborn bis zur Brunnen-Gesellschaft“ (2 hektografierte Bände), erschienen im Selbstverlag, Kronberg im Taunus 1975, 2. verbesserte Auflage in einem Band, Kronberg im Taunus 1977 (Universitätsbibliothek Frankfurt)
- Karl-Wilhelm Bruno: „Mammolshain, Königsteins Fenster nach Süden, Geschichte und Gegenwart einer Taunusgemeinde“ Verlag Waldemar Kramer, Frankfurt am Main 1975 ISBN 3-7829-0168-1
- Konrad Schneider (Hrsg.) „Gewerbe im Kronthal, Mineralwasser und Ziegel aus dem Taunus“ Autoren: Konrad Schneider, Thomas Ohlenschläger, Fritz Schummer, Hanspeter Borsch, Claus Harbers, Hessisches Wirtschaftsarchiv, Darmstadt 2007 ISBN 3-9804506-7-8

Periodika
- „Didaskalia, Blätter für Geist, Gemüth und Publicität, Unterhaltungsbeilage zum Frankfurter Journal“, Frankfurt am Main, verschiedene Jahrgänge:

30. Jahrgang 1852: „Cronthal im Taunus“ S. 191 (Digitalisat in der Google-Buchsuche)
- "Medicinische Annalen, Herausgegeben von den Mitgliedern der Grossherzoglich Badischen Sanitäts-Commission in Carlsruhe, Heidelberg, verschiedene Jahrgänge:

11. Band 1845: Ferdinand Küster: „Skizzen aus Cronthal“ S. 68-87 (Digitalisat in der Google-Buchsuche)
- „Nassauer Annalen“ Herausgegeben vom Verein für Nassauische Altertumskunde und Geschichtsforschung, Wiesbaden seit 1827

Band 114, 2003: Konrad Schneider: „Der Kronthaler Mineralbrunnen als Betrieb der Stadt Frankfurt am Main (1924-1958)“, S. 353–370